# 小林利充
小林 利充（こばやし としみつ、2月24日生）は、日本の男性アニメーター、キャラクターデザイナー。東京都出身。血液型はB型。

## 人物
1980年代前期より活動を開始した。1980年代は一連の『ガンダムシリーズ』などサンライズ作品で活躍。その後、東京ムービーなどの作品を数多く手がけるほか、スタジオぴえろ、スタジオディーンなどでのヒット作にも携わるなど、1990年代は数多くの仕事をこなした。現在は、GONZOの作品に多く携わっている。キャラクターデザインにおける絵柄の特徴としては、シャープな目線や顔つきのキャラを描く傾向が多い。一方で『ルパン三世シリーズ』などのような、古いタイプのキャラクターにも挑戦しているが、メインキャラを手がける平山智などの作画監督と比べ彼の手がけるサブキャラやパートは、やはり絵柄が変わって、よりシャープになっているのがわかる。
代表作は『ガンダムシリーズ』『るろうに剣心 -明治剣客浪漫譚- 追憶編』『デビルマンレディー』『人形草紙あやつり左近』『フタコイ オルタナティブ』『シンデレラボーイ』『ルパン三世』TVスペシャルの『アルカトラズコネクション』、『お宝返却大作戦』 など。

## 作品

### テレビアニメ
1980年
- 鉄腕アトム (アニメ第2作)（1980年 - 1981年、動画）

1981年
- 最強ロボ ダイオージャ（1981年 - 1982年、動画）

1982年
- 戦闘メカ ザブングル（1982年 - 1983年、動画チェック）

1984年
- 聖戦士ダンバイン（原画）
- 重戦機エルガイム（1984年 - 1985年、作画監督・原画）

1985年
- 機動戦士Ζガンダム（1985年 - 1986年、作画監督・原画）

1986年
- 機動戦士ガンダムΖΖ（1986年 - 1987年、作画監督・原画）

1988年
- 魔神英雄伝ワタル（1988年 - 1989年、原画）

1991年
- 絶対無敵ライジンオー（1991年 - 1992年、原画）

1992年
- 元気爆発ガンバルガー（作画監督）

1993年
- 熱血最強ゴウザウラー（1993年 - 1994年、作画監督）
- SLAM DUNK（1993年 - 1996年、作画監督・原画）

1995年
- 鬼神童子ZENKI（作画監督・原画）

1996年
- るろうに剣心 -明治剣客浪漫譚-（1996年 - 1998年、作画監督・原画）
- 魔法少女プリティサミー（1996年 - 1997年、作画監督）

1998年
- 異次元の世界エルハザード（キャラクターデザイン・作画監督）
- デビルマンレディー（1998年 - 1999年、サブキャラクターデザイン・作画監督）
- 鉄コミュニケイション（1998年 - 1999年、作画監督）

1999年
- ルパン三世 愛のダ・カーポ〜FUJIKO'S Unlucky Days〜（作画監督・原画）
- 人形草紙あやつり左近（1999年 - 2000年、キャラクターデザイン・作画監督）

2000年
- ルパン三世 1$マネーウォーズ（作画監督・原画）
- サクラ大戦TV（作画監督）
- Sci-Fi HARRY（作画監督）
- 幻想魔伝 最遊記（2000年 - 2001年、作画監督）

2001年
- ルパン三世 アルカトラズコネクション（キャラクターデザイン・作画監督）

2002年
- ヴァイスクロイツ グリーエン（キャラクターデザイン・総作画監督）
- 魔王ダンテ（キャラクターデザイン・作画監督）

2003年
- ルパン三世 お宝返却大作戦!!（キャラクターデザイン・作画監督）※平山智と共同。
- 住めば都のコスモス荘 すっとこ大戦ドッコイダー（作画監督・原画）
- 京極夏彦 巷説百物語（作画監督）
- シンデレラボーイ（キャラクターデザイン・作画監督）
- 高橋留美子劇場 人魚の森（原画）
- ギルガメッシュ（2003年 - 2004年、作画監督）

2004年
- ニニンがシノブ伝（作画監督）
- GANTZ（作画監督）

2005年
- フタコイ オルタナティブ（キャラクターデザイン・総作画監督・作画監督・OP作監）
- ルパン三世 天使の策略 〜夢のカケラは殺しの香り〜（作画監督）
- BLOOD+（2005年 - 2006年、作画監督）
- ノエイン もうひとりの君へ（作画監督）
- トランスフォーマー ギャラクシーフォース（作画監督）
- Xenosaga THE ANIMATION（ED原画）

2006年
- 陰からマモル!（OP・ED作画監督）
- Fate/stay night（総作画監督・作画監督）
- ウィッチブレイド（作画監督）
- コヨーテ ラグタイムショー（作画監督・作監協力）
- ひぐらしのなく頃に（原画）
- 009-1（作画監督）
- 怪 〜ayakashi〜 四谷怪談（原画）

2007年
- がくえんゆーとぴあ まなびストレート!（作画監督・原画）
- ぼくらの（作画監督・原画）
- 桃華月憚（OP原画）
- BUZZER BEATER（作画監督）
- ドラゴノーツ -ザ・レゾナンス-（-2008年、作画監督）

2008年
- 破天荒遊戯（キャラクターデザイン・総作画監督）
- ヴァンパイア騎士（総作画監督・OP作画監督）
- 紅（作画監督）
- BLASSREITER（作画監督・原画）
- ヴァンパイア騎士 Guilty（総作画監督・作画監督・OP作画監督）
- 鉄のラインバレル（作画監督・作画監督補佐）

2009年
- 狼と香辛料II（キャラクターデザイン・総作画監督）
- シャングリ・ラ（作画監督）

2010年
- ダンス イン ザ ヴァンパイアバンド（作画監督）
- 聖痕のクェイサー（作画監督・作画監督補佐）
- いちばんうしろの大魔王（キャラクターデザイン・総作画監督・作画監督・OP&ED作画監督）
- まじっく快斗（作画監督）
- 夢色パティシエール（作画監督）
- 伝説の勇者の伝説（総作画監督）
- 荒川アンダー ザ ブリッジ×2（作画監督）
- 咎狗の血（作画監督）

2011年
- 戦国乙女〜桃色パラドックス〜（総作画監督・作画監督・作画監督補佐・OP原画）
- TIGER & BUNNY（作画監督）
- まりあ†ほりっく あらいぶ（作画監督）
- 聖痕のクェイサーII（作画監督）
- 神様ドォルズ（作画監督）
- 魔乳秘剣帖（作画監督）
- ギルティクラウン（2011年 - 2012年、作画監督）

2012年
- パパのいうことを聞きなさい!（作画監督協力）
- 戦姫絶唱シンフォギア（作画監督）
- 宇宙兄弟（作画監督）
- 戦国コレクション（作画監督）
- 謎の彼女X（作画監督・作画監督補佐）
- だから僕は、Hができない。（メインアニメーター・総作画監督）
- ジョジョの奇妙な冒険（作画監督）
- PSYCHO-PASS サイコパス（作画監督）
- 武装神姫（作画監督）
- 好きっていいなよ。（作画監督）

2013年
- 新世界より（作画監督）
- 閃乱カグラ（総作画監督・作画監督補佐）
- みなみけ ただいま（総作画監督）
- AMNESIA（作画監督）
- 八犬伝―東方八犬異聞―（作画監督）
- D.C.III 〜ダ・カーポIII〜（作画監督）
- 宇宙戦艦ヤマト2199（作画監督）
- ファンタジスタドール（作画監督・作画監督協力）
- ブラッドラッド（サブキャラクターデザイン・作画監督）
- BLAZBLUE ALTER MEMORY（総作画監督・OP作画監督）
- 東京レイヴンズ（作画監督）

2014年
- Z/X IGNITION（作画監督）
- 彼女がフラグをおられたら（作画監督）
- ブラック・ブレット（作画監督）
- 僕らはみんな河合荘（総作画監督・作画監督）
- 戦国BASARA Judge End（総作画監督・作画監督）
- 少年ハリウッド -HOLLY STAGE FOR 49-（作画監督）
- まじっく快斗1412（作画監督）
- 大図書館の羊飼い（作画監督）
- 失われた未来を求めて（総作画監督）
- グリザイアの果実（作画監督）
- テラフォーマーズ（作画監督）

2015年
- 境界のRINNE（作画監督）
- グリザイアの楽園（作画監督）
- 青春×機関銃（サブキャラクターデザイン・作画監督）
- 干物妹!うまるちゃん（作画監督）
- 監獄学園（作画監督）
- 六花の勇者（作画監督）
- デュラララ!!×2 転（作画監督）
- 学戦都市アスタリスク（総作画監督）
- コメット・ルシファー（作画監督）

2016年
- 少年メイド（作画監督）
- SERVAMP-サーヴァンプ-（総作画監督、OP作画監督、ED作画監督）
- ReLIFE（作画監督補佐）
- 食戟のソーマ 弐ノ皿（作画監督）
- 91Days（作画監督）
- DRIFTERS（作画監督）
- 夏目友人帳 伍（作画監督）
- Rewrite（作画監督）

2017年
- にゃんこデイズ（作画監督）
- 最遊記RELOAD BLAST（サブキャラクターデザイン・総作画監督）
- THE REFLECTION（作画監督）
- セントールの悩み（作画監督）
- URAHARA（作画監督）
- UQ HOLDER! 〜魔法先生ネギま!2〜（作画監督）

2018年
- メルヘン・メドヘン（作画監督）
- 伊藤潤二『コレクション』（総作画監督）
- デビルズライン（総作画監督）※川口千里と共同
- DOUBLE DECKER! ダグ&キリル（作画監督）
- BAKUMATSU（作画監督）
- 転生したらスライムだった件（作画監督）
- RErideD-刻越えのデリダ-（作画監督）

2019年
- とある魔術の禁書目録III（作画監督）
- この音とまれ!（サブキャラクターデザイン・作画監督・総作画監督）※山中純子と共同
- なんでここに先生が!?（作画監督）
- 胡蝶綺 〜若き信長〜（作画監督）
- 戦×恋（作画監督・総作画監督）
- 七つの大罪 神々の逆鱗（総作画監督）

2020年
- 巨人族の花嫁（総作画監督）

2021年
- 七つの大罪 憤怒の審判（総作画監督）
- Dr.STONE（作画監督）
- 怪病医ラムネ（総作画監督）
- アイ★チュウ（作画監督）
- 無職転生 〜異世界行ったら本気だす〜（作画監督）
- ゲキドル（作画監督）
- 転生したらスライムだった件 転スラ日記（作画監督）

2022年
- 殺し愛（サブキャラクターデザイン・総作画監督）
- 金装のヴェルメイユ〜崖っぷち魔術師は最強の厄災と魔法世界を突き進む〜（作画監督・総作画監督）
- 東京ミュウミュウ にゅ〜♡（総作画監督）
- Extreme Hearts（ライブパート原画）

2023年
- デッドマウント・デスプレイ（総作画監督）
- 実は俺、最強でした?（総作画監督）
- るろうに剣心 -明治剣客浪漫譚- (2023)（作画監督・総作画監督）
- 私の推しは悪役令嬢。（総作画監督）

2024年
- 結婚指輪物語（総作画監督）
- となりの妖怪さん（総作画監督）

2025年
- Übel Blatt〜ユーベルブラット〜（総作画監督）
- 渡くんの××が崩壊寸前（総作画監督）

### 劇場アニメ
1988年
- 機動戦士ガンダム 逆襲のシャア（作画監督補）

1989年
- 孔雀王2 幻影城（原画）

1991年
- 機動戦士ガンダムF91（作画監督）

1997年
- るろうに剣心 -明治剣客浪漫譚- 維新志士への鎮魂歌（原画）

1999年
- 劇場版ポケットモンスター 幻のポケモン ルギア爆誕（原画）

2004年
- 劇場版ポケットモンスター アドバンスジェネレーション 裂空の訪問者 デオキシス（原画）
- NITABOH 仁太坊-津軽三味線始祖外聞（作画監督）

2006年
- 真救世主伝説 北斗の拳 ラオウ伝 殉愛の章（パート作画監督）

2007年
- ジョジョの奇妙な冒険 ファントムブラッド（原画）

2009年
- 映画 プリキュアオールスターズDX みんなともだちっ☆奇跡の全員大集合!（原画）

2010年
- Fate/stay night Unlimited Blade Works（パート作画監督）
- 映画 ハートキャッチプリキュア! 花の都でファッションショー…ですか!?（原画）

2011年
- 劇場版イナズマイレブンGO 究極の絆 グリフォン（作画監督）

2012年
- BLOOD-C The Last Dark（原画）
- 魔法少女リリカルなのは The MOVIE 2nd A's（作画監督）

2013年
- 劇場版 薄桜鬼 第一章 京都乱舞（作画監督）

2015年
- PERSONA3 THE MOVIE #3 Falling Down（作画監督・原画）

2020年
- デジモンアドベンチャー LAST EVOLUTION 絆（作画監督補佐）

2021年
- 劇場版 美少女戦士セーラームーンEternal（総作画監督補佐）
- 機動戦士ガンダム 閃光のハサウェイ（キャラクター作画監督）

### OVA
- リヨン伝説フレア（1986年、原画）
- 戦え!!イクサー1（1986年、原画）
- 破邪大星ダンガイオー（1987年-1989年、原画）
- デッドヒート（1987年、キャラクターデザイン・作画監督・原画）
- 竜世紀（1988年、原画）
- バイオレンスジャック 地獄街（1988年、原画）
- ガイ -妖魔覚醒-（1989年、原画）
- 冥王計画ゼオライマー（1988年-1990年、原画）
- やじきた学園道中記（1989年、原画）
- 機動戦士ガンダム0080 ポケットの中の戦争（1989年、原画）
- ARIEL（1989年、原画）
- エクスプローラーウーマン・レイ（1989年、原画）
- 魔龍戦紀（1989年、原画）
- エンゼルコップ（1989年-1994年、原画）
- 暗黒神伝承 武神（1990年、原画）
- バイオレンスジャック ヘルスウィンド編（1990年、原画）
- 女戦士エフェ&ジーラ グーデの紋章（1990年、原画）
- リヨン伝説フレア2 禁断の惑星（1990年、原画）
- 幻想叙譚エルシア（1992年、原画）
- 毎日が日曜日Vol.5 ・Vol.6（1992年、キャラクターデザイン・作画監督・原画）
- ブラック・ジャック（1993年、原画）
- モルダイバー（1993年、作画監督・原画）
- うしおととら （1992年-1993年、作画監督）
- ああっ女神さまっ（1993年-1994年、原画）
- ジョジョの奇妙な冒険（1993年-1994年、原画）
- 超時空世紀オーガス02（1993年-1995年、原画）
- 紅狼（1993年、キャラクターデザイン）
- 装甲騎兵ボトムズ 赫奕たる異端（1994年、作画監督・原画）
- KEY THE METAL IDOL（1994年-1997年、作画監督・原画）
- プリンセス・ミネルバ（1995年、作画監督）
- パレード・パレード（キャラクターデザイン・作画監督）
- えっちーず（1997年、キャラクターデザイン・作画監督）
- るろうに剣心 -明治剣客浪漫譚- 追憶編 第二幕「迷い猫」（1999年、作画監督）
- ジョジョの奇妙な冒険 ADVENTURE（2000年-2002年、原画）
- サクラ大戦 エコール・ド・巴里（2003年、原画）
- サクラ大戦 ル・ヌーヴォー・巴里（2004年、原画）
- 影Shadow（2004年、作画監督・原画）
- 真救世主伝説 北斗の拳 トキ伝（2008年、原画）
- あきそら （2009年、作画監督補）
- るろうに剣心 -明治剣客浪漫譚- 新京都編（2012年、作画監督）